# 生物心理学
在心理學中，生物心理學、行为神经科学或心理生物學是研究生物學原理在人类和其他动物行为中的生理、遗传和发育机制研究的中的应用。舉例來說，心理生物學家會比較雛鵝的銘印行為與人類嬰兒的依附行為，並以這兩個現象來建立他們的理論。生物心理學家通常對衡量生物學上的變數有興趣，例如：解剖學、生理學或基因變數，並試圖量化或質化心理學或行為學上的變數，因此對實證應用具有重大貢獻。

## 历史
生物心理学作为一门科学学科，在18世纪和19世纪从各种科学和哲学传统中兴起。勒内·笛卡尔提出了物理模型来解释动物和人类的行为。笛卡尔认为，松果体是许多生物体大脑中线的不对称结构，是心灵和身体之间的连接点。笛卡儿还详细阐述了一个理论，在这个理论中，体液的气动可以解释反射和其他运动行为。这一理论的灵感来自于巴黎一座花园中移动的雕像
其他哲学家也促成了心理学的诞生。这一新领域最早的教科书之一威廉·詹姆斯(William James)的《心理学原理》(the Principles of Psychology)认为，对心理学的科学研究应该以对生物学的理解为基础。
“心理生物学”一词已在各种情况下使用，强调生物学的重要性，生物学是研究行为中的有机、神经和细胞修饰、神经科学中的可塑性和生物疾病的各个方面的学科。此外，生物学从科学的角度关注和分析行为及其所关注的所有主题。在这种情况下，心理学作为神经生物学中一个互补但重要的学科而有所帮助，它的角色也是一种支持主要或最强大的生物科学的社会工具。奈特·邓拉普在他的《心理生物学大纲》一书中首次使用了“心理生物学”一词的现代含义。邓拉普还是《心理生物学》杂志的创始人和主编。在该杂志的公告中，邓拉普写道，该杂志将发表研究“……心理和生理功能的相互联系”，这描述了现代意义上的行为神经科学领域。

## 心理學及生物學相關領域
在許多案例中，人類會被當作生物心理學的研究對象，但非人類的物種的生物心理學實驗文獻才是大宗，通常是老鼠或猴子。由此生物心理學建立了一個重要的假設：生物在生物學及行為上具有足夠的相似性來進行跨物種的推論。這将生物心理學與比較心理學、演化心理學及演化生物學紧密结合起来。由於神經心理學是研究人類行為與神經障礙的關係(也就是非實驗性的生物操作)，因此生物心理學亦與神經心理學有著範例和方法上的相似性。
生物心理學(Biological Psychology)的同義字包含生物心理學(Biopsychology)、行為神經科學及精神生物學 .  生理心理學是行为神经科学的一个子领域，其定义较为狭窄。

## 研究方法
生物心理學實驗的显著特徵是：要么实验的自变量是生物学的，要么一些因变量是生物学的。也就是說，永久或暫時地改變被研究的生物的神經系統，或測量神經系統的某些狀態。(通常會與行為變數相關)。通常這些操作或量測會與非人類的主題相關。

### 降低或使丧失神經功能
- 損壞組織 - 觸發特定腦部區域的经典方法，通过自然或故意破坏感兴趣的大脑区域来观察任何由此产生的变化，例如在某些行为测量中表现下降或增强。感谢各种大脑“地图集”提供了三维立体坐标的大脑区域地图，因此可以相对高精度地定位病变。
  - 手术损伤 - 神经组织通过手术切除被破坏。
  - 電解損壞 - 藉由電流流通損毀神經組織。
  - 化學損壞 - 注入神經毒素損毀神經組織。
  - 暫時損壞 - 冷卻或使用河豚毒素等麻醉劑使神經組織暫時無效化。
- 穿顱磁刺激 - 一种通常用于人类受试者的新技术，在头皮上施加一个磁线圈，在附近的皮层神经元中引起非系统的电活动，可以作为功能性损伤进行实验分析。
- 合成配体注射 - 一种完全由合成配体激活的受体(RASSL)或由设计药物独家激活的设计受体(DREADD)，允许体内G蛋白信号的空间和时间控制。这些系统利用G蛋白偶联受体(GPCR)专门对合成的小分子配体(如氯氮平n-氧化物(CNO))作出反应，而不是对其天然配体作出反应。RASSL是一种基于gpcr的化学遗传学工具。这些合成配体激活后可通过g蛋白激活降低神经功能。这可能与钾减弱神经活动有关[4]
- 光遗传抑制 - 一种光激活抑制蛋白在感兴趣的细胞中表达。对于脊椎动物[11]，通过光纤或植入led传输适当频率的光;对于小而透明的无脊椎动物[12]，通过外部照明，可以激发强大的毫秒级时间尺度神经元抑制。细菌盐紫红质或质子泵是用于抑制光遗传学的两类蛋白质，通过增加细胞质中卤化物(Cl−)的水平来实现抑制或降低细胞质中的侄子浓度[5][6]。

### 增强神经功能
- 電刺激 - 使用低電流提高神經活動的古典方法(不至於造成細胞明顯損傷的低電流).
- 精神药理学操作 - 一种化学受体拮抗剂通过干扰神经传递诱导神经活动。拮抗剂可以全身(如静脉注射)或局部(脑内)在手术过程中进入脑室或特定脑结构。例如，NMDA拮抗剂AP5已被证明可以抑制兴奋性突触传递的长期增强(在啮齿动物的恐惧条件反射中)，这被认为是学习和记忆的重要机制[7]
- 穿顱磁刺激 - 在某些情况下(例如，对运动皮层的研究)，这种技术可以被分析为具有刺激作用(而不是作为功能性损害)。
- 光遗传兴奋 - 一种光激活的兴奋蛋白在选定的细胞中表达。通道视紫红质-2 (ChR2)是一种光激活的阳离子通道，是第一个显示能激发神经元对光反应的细菌视蛋白[8]，尽管通过改进和赋予ChR2新的特性，现在已经产生了许多新的兴奋性光遗传学工具[9]。

### 计量神经活动
光学技术 - 记录神经元活动的光学方法依赖于改变神经元光学特性的方法，以响应与动作电位或神经递质释放相关的细胞事件。
Synapto-pHluorin是一种结合了突触囊泡膜蛋白和pH敏感荧光蛋白的融合蛋白的技术。在突触囊泡释放后，嵌合蛋白暴露在突触间隙的较高pH值中，引起可测量的荧光变化。
- 电压敏感染料(VSDs)是最早用于光学检测神经元活动的方法之一。vsd通常会改变其荧光特性，以响应神经元膜上的电压变化，使膜的亚阈值和超阈值(动作电位)电活动可检测到[10]。基因编码的电压敏感荧光蛋白也被开发出来[11]
- 钙成像依赖于染料[12]或基因编码蛋白[13]，这些蛋白在与动作电位期间短暂存在的钙结合时发出荧光。
- 单一神经元记录 - 将电极插入活体动物的大脑中以检测电极尖端附近神经元产生的电活动的方法。通常情况下，这是在镇静的动物身上进行的，但有时也会在处于行为事件的清醒动物身上进行，比如口渴的大鼠，为了测量决策点上相应的神经元放电模式，用一种特定的砂纸级的沙子和水配对。
- 多电极记录 - 使用一束细电极来记录多达数百个神经元的同时活动。
- 功能性磁振造影（FMRI） - 功能性磁共振成像，一种最常应用于人类受试者的技术，其中脑血流的变化可以在MRI设备中检测到，并用于指示更大规模脑区域的相对活动(即，在数十万个神经元的量级上)。
- 正电子发射断层成像（PET） -正电子发射断层扫描检测粒子称为光子使用三维核医学检查。这些粒子是通过注入放射性同位素(如氟)释放出来的。PET成像揭示了预测解剖变化的病理过程，使其对许多病理的检测、诊断和表征很重要
- 脑电图（EEG）；從事件相關腦電位(ERPs)衍生出的技術，其中头皮电极监测皮层神经元的平均活动(同样，最常用于人类受试者)。该技术使用不同类型的电极用于记录系统，如针电极和盐基电极。脑电图允许调查精神障碍，睡眠障碍和生理学。可以监测大脑发育和认知参与。
- 功能性神经解剖学 - 颅相学的更复杂的对应物。一些解剖标记的表达被用来反映神经活动。例如，直接早期基因的表达被认为是由剧烈的神经活动引起的。同样地，在某些行为任务之前注射2-脱氧葡萄糖可以随后对该化学物质进行解剖定位;它被具有电活性的神经元吸收。
- 脑磁图（MEG） - 通过测量电磁活动来显示人脑的功能。通过测量神经元内部电流产生的磁场，可以实时识别与各种人体功能相关的大脑活动，空间精度达到毫米级。临床医生可以无创获取数据，以帮助他们评估神经系统疾病和计划手术治疗。

### 遗传学操作
- 数量性状基因座定位 - 基因对某些行为的影响可以通过研究某些物种(最常见的是老鼠)的近交系来统计推断。最近对许多物种，尤其是老鼠的基因组测序，促进了这项技术的发展。

- 选育 - 生物，通常是小鼠，可以在近亲繁殖的菌株中选择性地繁殖，以产生重组的基因菌株。这可能是为了从另一种菌株的背景基因组中分离出一段实验上有趣的DNA片段，从而对这段DNA的作用进行更有力的推断。

- 基因工程 - 基因组也可以进行实验操作;例如，基因敲除小鼠可以被改造成缺乏特定的基因，或者基因可以在通常不这样做的菌株中表达(“转基因”)。先进的技术还可以通过注射一些调节化学物质来实现基因的表达或抑制。

## 生物心理學主題範圍
生物心理學家研究的議題與理論心理學家大致上大同小異，但限於在非人類的物種上。以結果來說，大量的生物心理學文獻是關於哺乳類的共同精神活動及行為，例如： 
- 感覺與知覺
- 動機性行為(飢餓、口渴、性)
- 動作控制
- 學習及記憶
- 睡眠及生物週期
- 感情

然而，隨著技術的進步以及使用在人類研究的非侵入性方法更加精確時，生物心理學家在某些古典科目上開始有了貢獻，例如：
- 語言
- 理性與決策
- 意識

生物心理學亦在精神障礙方面有長期的貢獻，含括屬於臨床心理學及精神病理學的範圍。雖然並非所有的精神疾病均可從動物研究模式得到，這個領域仍提供重要的治療資料，包括： 
- 帕金森氏症
- 杭丁頓氏舞蹈症
- 阿茲海默症
- 憂鬱症
- 精神分裂症
- 自閉症
- 焦慮症
- 濫用藥物，包括 酗酒

## 諾貝爾獎得主
以下諾貝爾獎得主可被認定為生物心理學家。(這個列表省略算是精神解剖學家或精神生理學家的得主；即未研究行為或心理學者。) 
- Charles Sherrington (1932)
- Edgar Adrian (1932)
- Walter Hess (1949)
- Egas Moniz (1949)
- Georg von Bekesy (1961)
- George Wald (1967)
- Ragnar Granit (1967)
- Roger W. Sperry (1981)
- David H. Hubel (1981)
- Torsten N. Wiesel (1981)
- Eric R. Kandel (2000)
- Arvid Carlsson (2000)
- Richard Axel (2004)
- Linda B. Buck (2004)

## 其他
- 神經行為學
- 神經生物學
- 演化心理學
- 認知神經科學
- 神經心理學
- 精神藥理學
- 生物學
- 心理學
- 超心理學

## 外部連結
- 生物心理學連結 （页面存档备份，存于）
- 維基心理學:生物心理學[永久]
- Theory of Biological Psychology (生物心理學理論(文件 No. 9 及 10 為英文) （页面存档备份，存于）
- O.A.K. New Physics » 舒曼共振與人類精神生物學(增訂版) - 深入討論精神、人體及地球的關係。
- NEXUS Magazine » 舒曼共振與人類精神生物學
- 中央大學TMS實驗室 » 穿顱磁刺激